# Třída King George V (1911)
Třída King George V byla třídou dreadnoughtů Royal Navy. Byla to druhá třída britských „superdreadnoughtů“, tedy bitevních lodí s kanóny ráže větší, než 305 mm. Celkem byly postaveny čtyři jednotky této třídy. Ve službě byly v letech 1912–1926. Účastnily se první světové války. Bitevní loď Audacious byla ve válce potopena. Ostatní tři lodě bojovaly v bitvě u Jutska. Ajax se účastnila také intervence do ruské občanské války. Ve 20. letech byly všechny tři zbylé lodě vyřazeny z aktivní služby. Centurion dále sloužil jako cílová loď a byl potopen jako vlnolam během vylodění v Normandii.

## Stavba
Plavidla byla objednána v rámci stavebního programu pro rok 1910. Konstrukčně navazovala na předcházející třídu Orion. Mezi změny patřilo posunutí hlavního stožáru před první komín a úpravy pancéřování. Zvažována byla náhrada sekundárních 102mm kanónů za větší ráži, bylo to ale zamítnuto kvůli hrozbě nárůstu nákladů. Celkem byly v letech 1911–1913 postaveny tři jednotky této třídy.
Jednotky třídy King George V:
| Jméno                           | Loděnice                  | Založení kýlu  | Spuštěna           | Vstup do služby | Poznámka |
| ------------------------------- | ------------------------- | -------------- | ------------------ | --------------- | --- |
| King George V (ex Royal George) | Portsmouth dockyard       | 16. ledna 1911 | 9. října 1911      | listopad 1912   | V letech 1923–1926 výcvik dělostřelců. Sešrotována 1926.                                                                                               |
| Centurion                       | Devonport dockyard        | 16. ledna 1911 | 18. listopadu 1911 | květen 1913     | Vyřazena 1926. Do roku 1941 dálkově řízená cílová loď. Později do roku 1944 plovoucí protiletadlová baterie v Egyptě. Roku 1944 potopena jako vlnolam. |
| Audacious                       | Cammell Laird, Birkenhead | únor 1911      | 14. září 1912      | říjen 1913      | Dne 27. října 1914 se potopila na mině. |
| Ajax                            | Scotts, Greenock          | 27. února 1911 | 21. března 1912    | březen 1913     | Od roku 1924 v rezervě. Sešrotována 1926. |

## Konstrukce

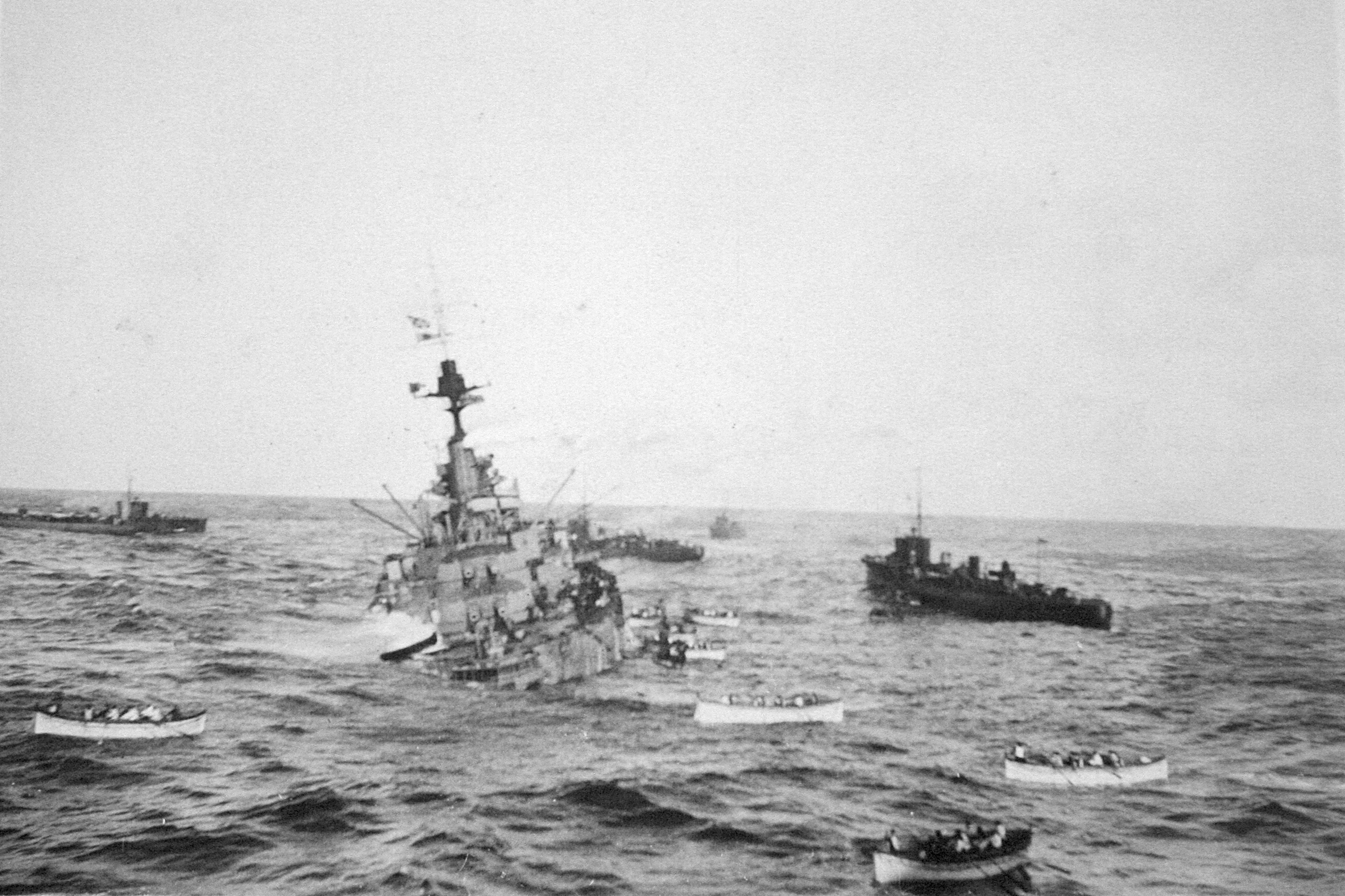
HMS Audacious před potopením

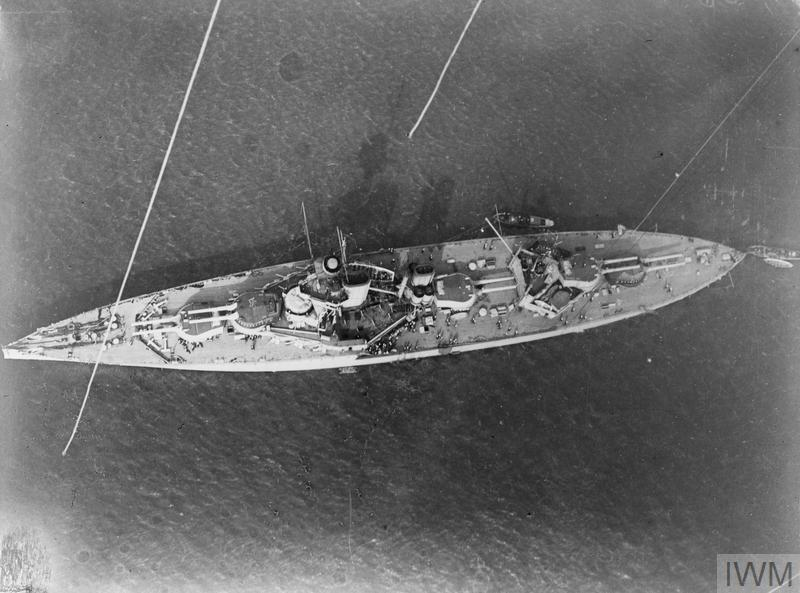
Letecký pohled na King George V

Hlavní výzbroj tvořilo deset 343mm kanónů v pěti dvoudělových věžích umístěných v ose trupu. Doplňovalo je šestnáct 102mm kanónů, čtyři 47mm kanóny a tři 533mm torpédomety. Pohonný systém tvořilo osmnáct kotlů Babcock & Wilcox (Audacious a Centurion měly kotle Yarrow) a čtyři parní turbíny Parsons o výkonu 31 000 ihp, pohánějící čtyři lodní šrouby. Nejvyšší rychlost dosahovala 21 uzlů. Dosah byl 6730 námořních mil při rychlosti 10 uzlů.

### Modifikace
Na přeživších třech jednotkách byly za války odstraněny protitorpédové sítě. Roku 1915 byly z předních dělových věží odstraněny dva 102mm kanóny, které nahradily dva protiletadlové 102mm kanóny. Od roku 1918 vybaveny plošinou pro start letounu (nikoliv přistání).